# Association Sportive Nancy-Lorraine
La Association Sportive Nancy-Lorraine, comúnmente conocido como AS Nancy-Lorraine, ASNL, o simplemente Nancy, es un club de fútbol de la ciudad de Nancy, en Francia. El club fue fundado en 1967, y juega actualmente en el Ligue 2, la segunda categoría del fútbol nacional. 
Nancy juega sus partidos como local en el Stade Marcel Picot en Tomblaine, una comuna ubicada en el distrito de Nancy. El equipo es dirigido por Patrick Gabriel y capitaneado por el defensa Andre Luiz.
AS Nancy-Lorraine fue fundada como la sucesora de FC Nancy, que se derrumbó en 1965. El club ha pasado toda su vida jugando en cualquier competencia, Ligue 1 o Ligue 2. Nancy nunca ha ganado la primera división de Francia, pero ha ganado la segunda división en cuatro ocasiones. El mayor logro del AS Nancy-Lorraine llegó en 1978, cuando el club ganó la Copa de Francia, al derrotar en la final al OGC Niza. El club también ha ganado la Copa de la Liga Francesa en 2006. Nancy está presidida por Jacques Rousselot. Rousselot sirve como vicepresidente de la Federación Francesa de Fútbol y es también miembro del Consejo Federal de la Federación.
Uno de los jugadores más destacados del club es Michel Platini. Platini comenzó su carrera en el club en 1972 y jugar ocho temporadas con Nancy. Él anotó el único gol en la final de la Coupe de France y ganó dos premios al mejor jugador francés de las concesiones del año, mientras jugaba con el club. Platini también se estableció como el único francés reconocido internacionalmente en el club y llegó a alcanzar numerosos equipos y galardones individuales después de su salida del AS Nancy-Lorraine. Él es considerado, sin duda, el mejor jugador del club. Al entrar en la sección del sitio web oficial del club, que muestra a los mejores jugadores del Nancy, una foto del joven Platini se muestra.

## Historia
Antes de la creación del AS Nancy, la ciudad de Nancy se dio acogida al fútbol por el FC Nancy y US Frontière. FC Nancy se formó en 1901, mientras que el US Frontière fue fundado en 1910. Ambos clubes fueron parte de la Ligue de Lorraine. US Frontière se disolvió en 1935, mientras que el FC Nancy continuó jugando fútbol a través de la transición profesional. El club logró muy poco durante sus 64 años de existencia, solo de ganar la segunda división en dos ocasiones, en 1946 y 1958. FC Nancy llegó a la final de la Copa de Francia en 1953 y 1962, sin embargo, en ambos partidos, el Nancy perdió ante Lille y Saint-Étienne, respectivamente.
En 1965, con el club en perdurables dificultades financieras durante la temporada 1963-64, debido principalmente a que el club estaba abandonado por el municipio de la ciudad y sus partidarios, (según su presidente) el Nancy se refundó poco antes de la nueva temporada.
La idea de un nuevo club en la ciudad fue pensado por Claude Cuny en la primavera de 1964. Cuny había trabajado previamente con el FC Nancy, pero dejó el club antes de su destrucción. Cuny es considerado uno de los líderes dirigentes del fútbol francés, principalmente a causa de sus ideas y estrategias innovadoras. Después de formar al AS Nancy, creó la primera academia de juveniles del fútbol francés. Antes de que el club comenzara como un club de fútbol profesional, Cuny diseñó una estrategia para sumergir al club entre el público de la ciudad. En primer lugar, envió a más de 18.000 cartas y peticiones para atraer el interés del equipo a la gente. Una vez que el público ganó el aviso, Cuny organizó partidos amistosos con el fin de recaudar fondos para el club. Después de acumular suficiente dinero, Cuny buscó convertirlo el club profesional, y a pesar de varios contratiempos, el 16 de junio de 1967, al AS Nancy se les concedió estatus profesional y se inserta en la División 2, el segundo nivel del fútbol francés. Primer gerente del club fue René Pleimelding, ex internacional francés que jugó en el FC Nancy. AS Nancy, posteriormente, reclutó a varios exjugadores del FC Nancy como Antoine Redin, así como los jugadores de la región, tales como Michel Lanini, Braun Gérard, y Roger Formica.
En la temporada inaugural del AS Nancy en el fútbol profesional, el club terminó 10.º en la tabla de la liga y llegó a la ronda de 16avos en la Copa de Francia. Dos temporadas más tarde, el club ganó el ascenso a División 1 y acabó en el puesto 13.º, en su primera temporada en la Liga Division 1. En 1972, un jugador llamado Michel Platini llegó al club, en un principio, comenzó en el equipo de reservas del club. La primera temporada completa de Michel Platini como jugador llegó en la temporada 1974-75, mientras que el club estaba jugando en la segunda división, después de haber sufrido el descenso de la División 1 en la temporada anterior.
La temporada fue un éxito para el club y el jugador. Nancy logró su primer gran honor al ganar la División 2, mientras que Platini apareció en 32 partidos de liga y anotó 17 goles. En las siguientes tres temporadas en la División 1, el AS Nancy, que fue dirigidos por Platini, Jean-Michel Moutier, Carlos Curbelo, Paco Rubio, y Philippe Jeannol, terminó en la lista de los diez mejores de la liga. Platini ganó el mejor jugador francés del año, y en el siguiente. En 1978, Nancy alcanzó su más alto honor, un día después de ganar la Copa de Francia. En la final, el club se enfrentó y derrotó al OGC Niza, sus rivales del sur por marcador de 1-0 con Platini anotando el único gol. El Presidente Valéry Giscard d'Estaing presentó a Platini junto con el trofeo que coronó su gran victoria profesional en el club. Se vio triunfar al club en dicha final, y así calificar para su primera competición europea en su corta historia. El club participó en la edición 1978-79 de la Recopa de Europa y fueron eliminados en la segunda ronda, después de perder 4-3 en el global contra el club suizo Servette FC. El club jugó la mayor parte de la temporada sin Platini quien resultó lesionado.
Platini dejó el club después de la temporada 1978-79, sin embargo la mayoría de los núcleos con el club se mantuvieron. En la primera temporada del equipo sin Platini (1979-1980), El AS Nancy terminó en el puesto 11. En las próximas tres temporadas, el AS Nancy terminó en la lista de los diez mejores. Después de la temporada 1984, Moutier y Rubio se convirtieron en los últimos jugadores influyentes del club, y a partir de allí el Nancy sufrió una caída libre para terminar casi descendido en las próximas dos temporadas. La implosión celebrada después de la temporada 1986-87, cuando el AS Nancy terminó en el puesto 19, con lo que cae de nuevo a la división 2. El único rayo de sol para el club durante esa temporada decreciente, fue el partido testimonial celebrado por Platini el 23 de mayo de 1988, luego de que anunciara su retiro internacional. Esa noche, los aficionados pudieron disfrutar de una exposición que ofreció no solo a Michel Platini, sino también a Pelé y Diego Maradona.
En la temporada 1988-89, AS Nancy ganó el ascenso a primera división. Sin embargo, el club pasó toda la década rotando entre la División 1 y División 2. El club ganó dos títulos de segunda división durante muchas temporadas. Finalmente ganaron la promoción de nuevo en la temporada 2004-2005 hacia la primera división para la siguiente temporada 2005-06, que ahora se llama Ligue 1, después de ganar el trofeo Ligue 2. En la primera temporada de vuelta del AS Nancy en la Ligue 1, el club ganó la Copa de la Liga Francesa, derrotó al OGC Niza por 2-1 en la final. Partidarios del AS Nancy llegaron al majestuoso; Stade de France mediante 11 trenes especiales, mientras que más de 300 autobuses y miles de coches de la ciudad también llegaron a París. La victoria permitió al AS Nancy, el participar en la Copa de la UEFA. Participaron en la Ronda de 32, antes de perder ante el club ucraniano Shakhtar Donetsk en la siguiente ronda.
La primera mitad de la temporada 2007-08 fue para el AS Nancy el mejor inicio del club nunca obtenido, comenzaron la temporada en la primera división con 35 puntos tras 19 partidos y ubicados en ese entonces en el segundo lugar. El 4 de noviembre de 2007, en un partido ante el Girondins de Burdeos, el club celebró su 40 aniversario de existencia con un evento especial, que involucraron a muchos de los exjugadores del club, directivos del club, presidentes y entrenadores. Después de un comienzo buena segunda parte, Nancy se sentó en el 3.er lugar en la última jornada de la temporada. Sin embargo, el club terminó un punto por debajo de la clasificación para la Liga de Campeones de la UEFA, perdiendo 3-2 ante el Stade Rennes, mientras que el cuarto lugar Olimpique de Marsella derrotó 4-3 al Estrasburgo para reclamar el tercer y último lugar para calificar a la Liga de Campeones. El AS Nancy-Lorraine se las arregló para reclamar al mejor defensa de la liga, junto al OGC Nice. Los 30 goles en contra en dicha temporada, permitió igualar el récord del club, conseguido en la temporada 1976-77.

## Uniforme
- Uniforme titular: Camiseta blanca y roja, pantalón blanco y medias blancas.
- Uniforme alternativo: Camiseta roja, pantalón rojo y medias rojas.

## Estadio
Stade Marcel Picot, inaugurado el 8 de agosto de 1926 con el nombre de Le Parc des sports, reabierto en 2002. El estadio tiene capacidad para 20.087 personas.
Otros estadios del club: la Pépinière y stade Drouot.

## Rivalidades
El AS Nancy-Lorraine comparte una rivalidad en el Derby Lorraine con el FC Metz.
También tiene una rivalidad con el RC Strasburgo y Stade de Reims.

## Datos del club
- Temporadas en la Ligue 1: 23 (2011/12)
- Temporadas en la Ligue 2: 17 (2012/13)
- Mejor puesto en la liga: 4.º (temporadas 76-77 y 07-08)
- Peor puesto en la liga: 20.º (temporada 91-92)

## Directivos
Estos son la directiva actual del AS Nancy-Lorraine:
- Presidente: Jacques Rousselot
- Mesa Directiva: Bernard Bastien, Albert Bensadoun, Christian Chiaravita, Jean-Louis Colle, Michel Wunderlich
- Secretario General: Pascal Rivière
- Director General: Nicolas Holveck
- Director Comercial: Romain Terrible
- Director de Seguridad: Louis Begey

## Palmarés

### Torneos nacionales
- Copa de Francia (1): 1977-78.
- Copa de la Liga (1): 2006-07.
- Ligue 2 (5): 1974/75, 1989/90, 1997/98, 2004/05, 2015/16.